# Gan Wee Teck
Gan Wee Teck (chinês: 颜维德, pinyin: Yán Wéi Dé; 11 de março de 1972) é um matemático malásio com ascendência chinesa, professor de matemática da Universidade Nacional de Singapura. É conhecido por seu trabalho sobre formas automórficas e teoria de representação no contexto do programa Langlands, especialmente a teoria da correspondência teta, a conjectura de Gan–Gross–Prasad e o programa Langlands para os grupos de cobertura de Brylinski–Deligne.

## Formação e carreira
Embora nascido na Malásia, Gan cresceu em Singapora e frequentou a Pei Hwa Presbyterian Primary School, a Chinese High School e o Hwa Chong Junior College. Graduou-se no Churchill College, Universidade de Cambridge, com estudos de pós-graduação na Universidade Harvard, onde obteve um doutorado em 1998, orientado por Benedict Gross. Foi depois membro do corpo docente da Universidade de Princeton (1998–2003) e da Universidade da Califórnia em San Diego (2003–2010), antes de ir para a Universidade Nacional de Singapura em 2010.
Foi palestrante convidado do Congresso Internacional de Matemáticos em Seul (2014: Theta correspondence: recent progress ans applications).

## Publicações selecionadas
- W. T. Gan, B. H. Gross and D. Prasad, Symplectic local root numbers, central critical L-values and restriction problems in the representation theory of classical groups, Asterisque 346(2012), 1–110.
- W. T. Gan and A. Ichino, The Shimura–Waldspurger correspondence for Mp(2n), Annals Math. (2) 188 (2018), no. 3, 965–1016.
- W. T. Gan and S. Takeda, A proof of the Howe duality conjecture, J. of American Math. Society 29 (2016), no. 2, 473–493.
- W. T. Gan and A. Ichino, Formal degrees and local theta correspondence, Inventiones Math. 195 (2014), 509–672.
- W. T. Gan and G. Savin, Representations of metaplectic groups I: epsilon dichotomy and local Langlands correspondence, Compositio Mathematica 148 (2012), no. 6, 1655–1694.
- W. T. Gan, Y. Qiu and S. Takeda, The regularized Siegel–Weil formula (the second term identity) and the Rallis inner product formula, Inventiones Math. 198 (2014), 739–831.